# 炒面 (面粉)
炒面是指用植物或者动物的油脂将小麦、糜子、青稞等粮食炒熟的面粉。这样在食用的时候用热的汤水一沖或搅拌就可以使用。在北方有些地区，炒面也被称为油茶。
在朝鲜战争时期，中国人民志愿军的战士在供给不足时主要依赖这种食品，即“一把炒面一把雪”，其中尤以高粱面粉居多，除了面粉之外还会添加约0.5%的食盐以改善口感与补充矿物质。这种军粮直至1952年上半年才被压缩干粮基本代替。

## 北京、天津
在京津地区，“炒面”或“油炒面”是指用植物油炒至金黄的糜子面。北方回民的茶汤是用牛骨髓的油炒出来的，味道更香，但热量高。食用炒面时先加少量水搅拌成糊状，再用开水冲开，叫做“茶汤”。茶汤上面可以加入各种甜食（如白糖、蜜饯等）和果仁（核桃仁、芝麻、瓜子等）。在油茶上面放芝麻酱和椒盐的咸茶汤则称为“面茶”。
油茶是老北京“四大茶”之一（另外三种为杏仁茶、面茶与茶汤），虽名字中有“茶”字，但其实与茶叶毫无关系，现如今多为庙会上贩卖的小吃。

## 西藏
中国的藏族人吃的糌粑是把青稞谷粒磨粉炒熟，食用时加酥油茶或清茶用手捏成坨。

## 山西、内蒙古
在山西、内蒙古的部分地区（主要是晋语区），炒面是用莜面炒出来的。莜面比小麦面粉热量高。

## 湖南
湖南永州地区一些小乡村小吃叫法，用茶将炸好的花生、黃豆、炒米等冲泡後，直接食用。